# Sigrid Wolf-Schöller
Sigrid Wolf-Schöller, född 1863 i Kristiania i Norge, död 23 juli 1927 i Köpenhamn, var en norsk operasångare (mezzosopran). 
Hon föddes i nuvarande Oslo och gifte sig med den danske ingenjören K. Scholler i Köpenhamn. Hon var elev till Madame Viardot och studerade vid konservatoriet i Köpenhamn. Hon var engagerad vid Kungliga Operan 1888-1893 och turnerade USA 1893-1894. 
Bland hennes roller märks Fides, Azucena, Carmen, Amneris, Ladyn i Fra Diavolo och Den blinda i Gioconda.